# Saulheim
Saulheim ist eine Ortsgemeinde im Landkreis Alzey-Worms in Rheinland-Pfalz. Sie gehört der Verbandsgemeinde Wörrstadt an.

## Geographie
Der Weinort Saulheim liegt ca. zwölf Kilometer südwestlich von Mainz in Rheinhessen. Zur Gemeinde gehören auch die Wohnplätze Birkenhof, Chausseehaus, Grasweg, Thomasmühle (Dickmühle), Hohenberg, Römerhof, Rollander Hof, Untere Mühle, Im Mandel, Tankstelle Dillmann und Am Norrenberg.
Nachbargemeinden sind Nieder-Olm, Stadecken-Elsheim, Udenheim, Wörrstadt, Vendersheim und Partenheim.

## Geschichte
Saulheim wurde Ende des 7. Jahrhunderts als Sowelenheim erstmals urkundlich erwähnt. Der fränkische Hausmeier Pippin der Mittlere († 16. Dezember 714) schenkte Güter in den drei Orten Wörrstadt, Armsheim und Saulheim an die St. Nikomedeskirche zu Mainz. Ende des 10. Jahrhunderts kamen Teile des nördlichen Rheinhessens, darunter Nieder- und Ober-Saulheim, in den Besitz des Mainzer Erzbischofs. Während Ober-Saulheim in den folgenden Jahrhunderten den Wild- und Rheingrafen untergeordnet war, bewahrten die örtlichen Rittergeschlechter in Nieder-Saulheim die Unabhängigkeit gegenüber den Pfalzgrafen und dem Erzbischof von Mainz.
Während der Französischen Revolution wurden auch im heutigen Saulheim die Adelsgeschlechter entmachtet. Nach dem Wiener Kongress wurden Nieder- und Ober-Saulheim dem Großherzogtum Hessen zugeordnet. Die Gemeinden gehörten den Landkreisen Alzey und Oppenheim (1852–1937) an; letzterer wurde 1937 aufgelöst.
Während der Novemberpogrome 1938 wurde der jüdische Betraum zerstört und die Beseitigung der Schuttreste den jüdischen Bewohnern in Rechnung gestellt. Ein Teil der jüdischen Familien konnte emigrieren, andere zogen in größere deutsche Städte. Seit 1989 erinnert am Rathaus eine Relief-Gedenktafel an die Opfer des Nationalsozialismus. 2023 wurde auf dem Friedhofsgelände ein Gedenkstein Gegen das Vergessen mit der Nennung von 28 Personen errichtet. Am 25. Juni 2025 wurden insgesamt 18 Stolpersteine zur Erinnerung an die jüdischen Mitbürger verlegt.
Die Gemeinde Saulheim wurde am 7. Juni 1969 im Rahmen einer Gebietsreform aus den bis dahin eigenständigen Gemeinden Nieder-Saulheim und Ober-Saulheim neu gebildet und in den mit gleichem Datum errichteten Landkreis Alzey-Worms eingegliedert.

### Konfessionsstatistik
Laut der Volkszählung 2011 waren im Jahr 2011 39,0 % der Einwohner evangelisch, 29,0 % römisch-katholisch und 32,0 % waren konfessionslos, gehörten einer anderen Glaubensgemeinschaft an oder machten keine Angabe. Ende Oktober 2024 hatten 27,1 % die evangelische Konfession und 22,1 % Einwohner die katholische. 50,8 % gehörten anderen Konfessionen oder Glaubensgemeinschaften an, waren ohne Angabe oder gemeinschaftslos. Die Zahl der Katholiken und vor allem die der Protestanten ist demnach im beobachteten Zeitraum beträchtlich gesunken.

## Politik

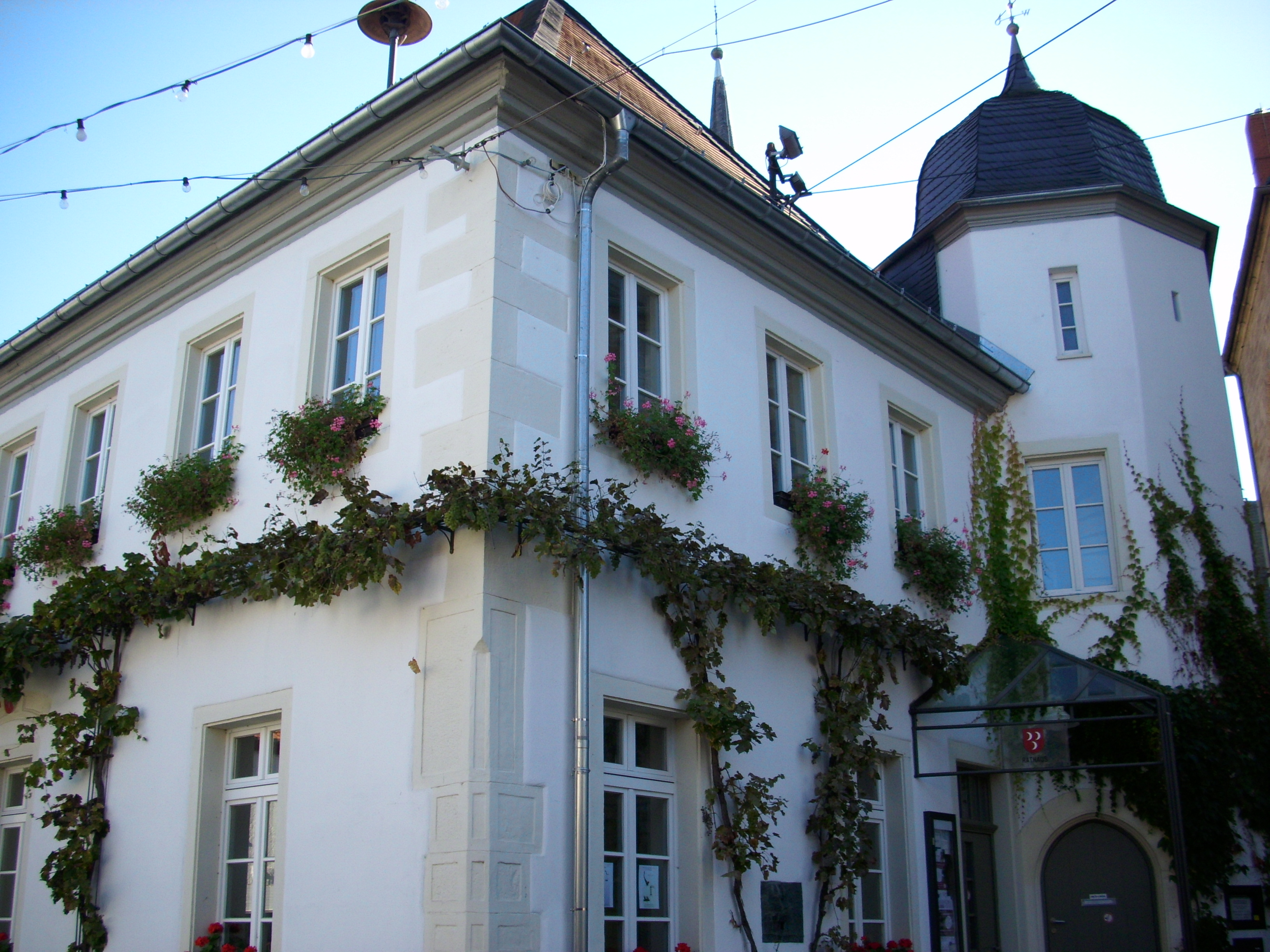
Altes Rathaus Saulheim

### Gemeinderat
Der Gemeinderat in Saulheim besteht aus 24 Ratsmitgliedern (zuvor 22, die Erhöhung 2019 erfolgte nach rheinland-pfälzischem Wahlrecht durch die gestiegene Einwohnerzahl), die bei der Kommunalwahl am 9. Juni 2024 in einer personalisierten Verhältniswahl gewählt wurden, und dem ehrenamtlichen Ortsbürgermeister als Vorsitzendem.
Die Sitzverteilung im Gemeinderat:
| Wahl | SPD | CDU | FDP | FWG | Pro | GAL | Gesamt   |
| ---- | --- | --- | --- | --- | --- | --- | -------- |
| 2024 | 6   | 9   | 4   | –   | –   | 5   | 24 Sitze |
| 2019 | 6   | 8   | 3   | –   | –   | 7   | 24 Sitze |
| 2014 | 5   | 8   | 2   | 1   | 2   | 4   | 22 Sitze |
| 2009 | 6   | 7   | 1   | 2   | 2   | 4   | 22 Sitze |

Zur Wahl 2019 traten die Wählergruppen FWG und Pro nicht mehr an.
- FWG = Freie Wählergruppe Saulheim e. V.
- Pro = Wählergruppe Pro Saulheim e. V.
- GAL = Grün-Alternative Liste Saulheim e. V.

### Bürgermeister
Christoph Fölix (CDU) wurde am 11. September 2024 Ortsbürgermeister von Saulheim. Bei der Direktwahl am 9. Juni 2024 hatte er sich mit einem Stimmenanteil von 50,7 % gegen eine SPD-Mitbewerberin durchgesetzt.
Der Vorgänger von Christoph Fölix, sein Vater Martin Fölix (CDU), hatte das Amt seit 2009 inne. Er löste den von 1999 bis 2009 amtierenden Walter Klippel ab. Zuletzt bei der Stichwahl am 16. Juni 2019 war Martin Fölix mit einem Stimmenanteil von 51,21 % in seinem Amt bestätigt worden. Bei den Kommunalwahlen 2024 trat Fölix nicht mehr an.

### Wappen
| Wappen von Saulheim | Blasonierung: „In Rot drei (2:1) gestellte zunehmende silberne Monde.“ |
| Wappen von Saulheim | Wappenbegründung: Dieses Wappen erscheint gleichartig in Gerichtssiegeln von 1570 und 1620, in umgekehrter Farbfolge auf einem Stein mit der Jahreszahl 1571, der von dem nicht mehr stehenden Turm der Kirche St. Bartholomäus stammt und 1855 am Rathaus angebracht wurde. Die drei Halbmonde bildeten das Wappen des im 18. Jahrhundert erloschenen rheinischen Rittergeschlechts der Hund, dessen zahlreiche Stämme sich nach dem Sitz Saulheim benannten. Es ist in den verschiedensten Varianten und Tingierungen überliefert. Um Gemeinde- und Adelswappen voneinander zu unterscheiden, hat man die Farben in der oben beschriebenen Weise festgelegt. Der Ort war bis zum Ende des 18. Jahrhunderts Besitz einer Ganerbenschaft unter der kurpfälzischen Oberhoheit. |

### Gemeindepartnerschaften
- Mit der Gemeinde Beire-le-Châtel in der Region Burgund in Frankreich besteht seit 1963 eine Gemeindepartnerschaft.[17]
- Seit 2001 besteht ferner eine Partnerschaft mit der Gemeinde Neukirchen/Erzgeb. in Sachsen.[18]

## Kultur und Sehenswürdigkeiten

### Bauwerke
Eine Besonderheit Saulheims ist die 1904 erbaute Sängerhalle, die der in die Vereinigten Staaten von Amerika ausgewanderte und dort in der Holzwirtschaft erfolgreiche Friedrich Weyerhäuser seinem Heimatort gestiftet hat.
Die Kirche St. Bartholomäus stammt aus dem 14. Jahrhundert; ihr Grundstein wurde 1344 gelegt. Sie war der Nachfolgebau einer spätmittelalterlichen Landkirche des Bischofs von Mainz. Die Auferstehungsfenster im Chor wurden von Alois Plum gestaltet.

### Denkmäler
Auf dem Raiffeisenplatz ist eine Sandstein-Figur des legendären Ritters Hundt zu Saulheim (Ritterkanton Oberrhein) zu sehen, die am 8. Mai 1987 aufgestellt wurde. Sie wurde von Melchior Gresser junior geschaffen. Die Adelsfamilie der Hund(t) von Saulheim war hier ansässig. Ihre bekanntesten Vertreter sind Johann Friedrich Hund von Saulheim († 1635), deutscher Johanniter-Großprior und Reichsfürst von Heitersheim, sowie der Mainzer Dompropst Adolph Hund von Saulheim († 1668), Sohn des fürstbischöflich Speyerer Vogtes Johann Christoph Hund von Saulheim († 1624).

### Kulturdenkmäler
An der Landesstraße 401 in Höhe von Ober-Saulheim steht der „Lange Stein“, ein Menhir aus vorgeschichtlicher Zeit, um den sich Sagen ranken. Im oberen Drittel ist eine Nische zur Aufnahme eines christlichen Heiligenbildes eingehauen. Sie kann nach ihrer Form in die späte Gotik datiert werden.

### Historischer Rundgang
Im Ortsteil Nieder-Saulheim kann man an einem geschichtsorientierten Rundgang durch das historische Dorf teilnehmen.

### Regelmäßige Veranstaltungen
- Ober-Saulheimer Kerb alljährlich am letzten Wochenende im August (Freitag – Montag)
- Nieder-Saulheimer Ritter-Hundt-Weinkerb alljährlich am 2. Wochenende im September (Freitag – Dienstag)
- Ober-Saulheimer Straßenfest  alljährlich an Christi Himmelfahrt und dem darauf folgenden Freitag
- Nieder-Saulheimer Backesbrunnenfest alljährlich am 1. Wochenende im Juli (Freitag – Sonntag)
- Ober-Saulheimer Weihnachtsmarkt  alljährlich am 1. Advent

### Jugend

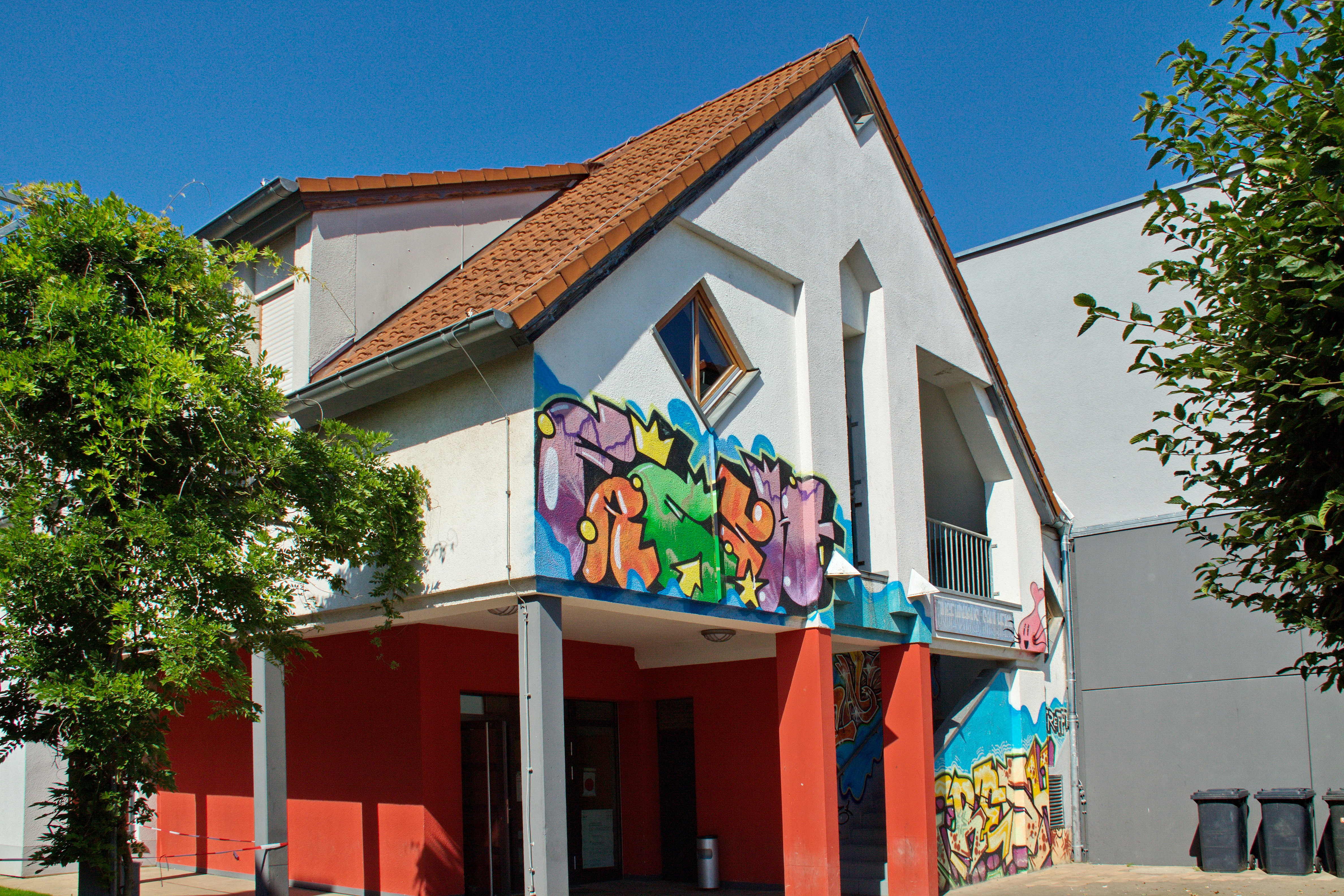
Das Jugendhaus ein öffentlicher Treffpunkt der Saulheimer Jugend

In Saulheim befindet sich ein öffentlicher Jugendtreff. In einem großzügig geschnittenen Thekenraum werden folgende Freizeitangebote angeboten:
Billard, Kicker, Tischtennis, 4 Internetzugänge, Musikbibliothek zum auswählen und anhören.
Für den aktiven Musiker steht ein Musik- und Aufnahmestudio zur Verfügung.
Weiterhin gibt es eine Ortsgruppe der Katholischen Landjugendbewegung (KLJB). Diese bietet einmal jährlich ein Zeltlager in den Sommerferien und eine Adventsbetreuung an.
Ferner ist die KiGruRei e. V. für Kinder im Alter von sechs bis vierzehn Jahren mit wöchentlichen Gruppenstunden, einem Kino-Angebot und einer Sommerfreizeit vertreten.

### Museum
Das Heimatmuseum Saulheim befindet sich im ehemaligen Herrschaftshaus der Familie von Haxthausen (Neupforte 1). Träger ist der Verein Saulheimer Heimatgeschichte e. V.

### Natur

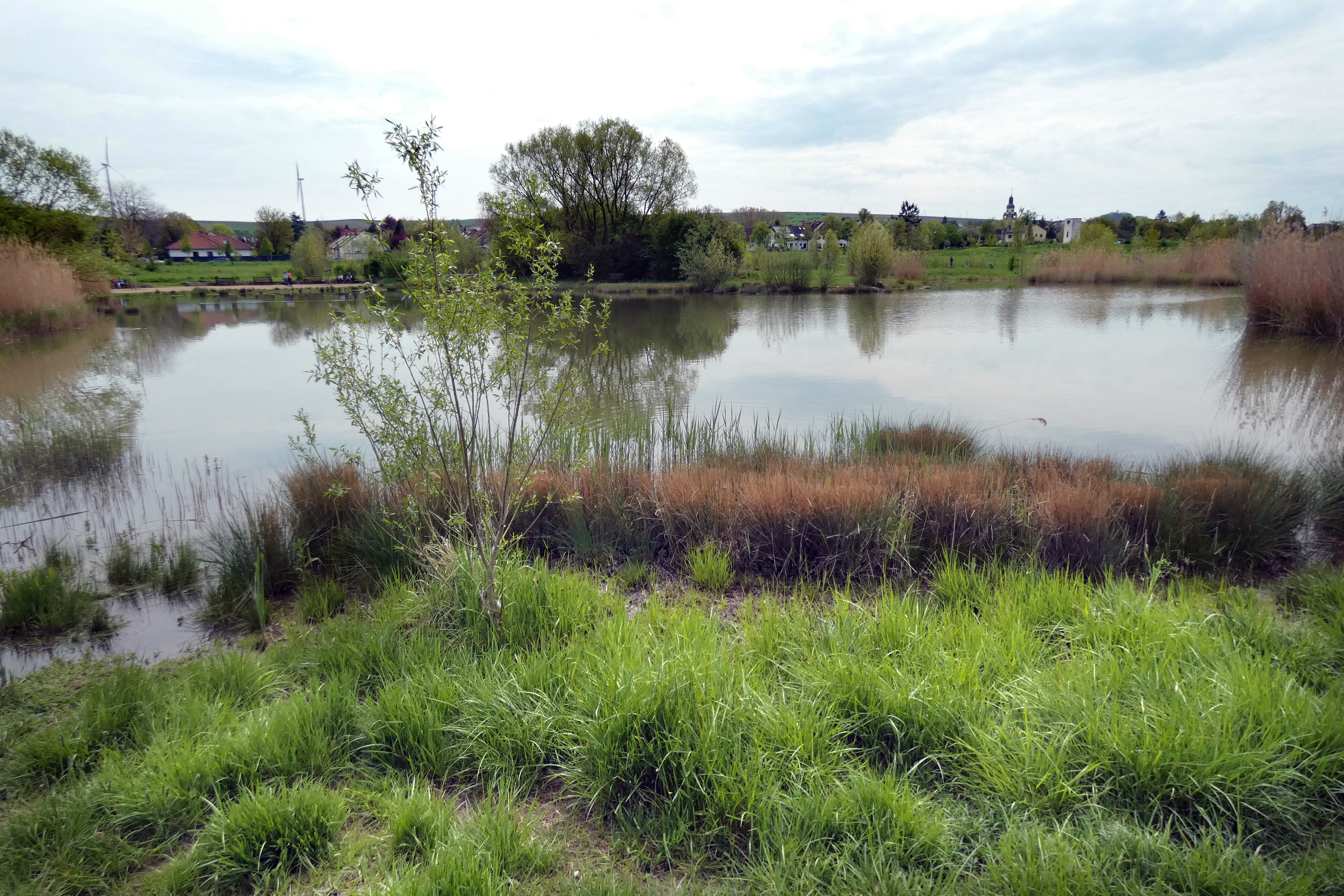
Die Mühlbachaue – Biotop und Bürgerpark

Zwischen Ober-Saulheim und Nieder-Saulheim befindet sich die etwa 10 Hektar große renaturierte Mühlbachaue, die gleichzeitig ein Bürgerpark ist.

## Wirtschaft und Infrastruktur
| Größte Weinbaugemeinden im Anbaugebiet                     | Rang nach Rebfläche (innerhalb von RLP) | Bestockte Rebfläche 2022 |
| ---------------------------------------------------------- | --------------------------------------- | ------------------------ |
| Rheinhessen                                                |                                         |                          |
| Worms                                                      | 03                                      | 01.659                   |
| Westhofen                                                  | 07                                      | 00.824                   |
| Nierstein                                                  | 09                                      | 00.805                   |
| Alzey                                                      | 08                                      | 00.778                   |
| Alsheim                                                    | 10                                      | 00.712                   |
| Ingelheim am Rhein                                         | 13                                      | 00.708                   |
| Bechtheim                                                  | 11                                      | 00.669                   |
| Flörsheim-Dalsheim                                         | 12                                      | 00.652                   |
| Bingen am Rhein                                            | 15                                      | 00.578                   |
| Saulheim                                                   | 16                                      | 00.539                   |
| Statistisches Landesamt Rheinland-Pfalz, Bad Ems, Mai 2023 |                                         |                          |

Es wird Acker- und Weinbau betrieben.
Im Gewerbegebiet haben sich mehrere Einkaufsmöglichkeiten der Nahversorgung des Discountsegments, ein Lebensmitteleinzelhändler sowie weitere Geschäfte und Gewerbebetriebe angesiedelt.
In Saulheim befindet sich eines von bundesweit 33 Postfrachtzentren der DHL. Es ist die Hauptumschlagbasis für alle Luftpostsendungen (via Flughafen Frankfurt Main) nach Übersee.

### Verkehr

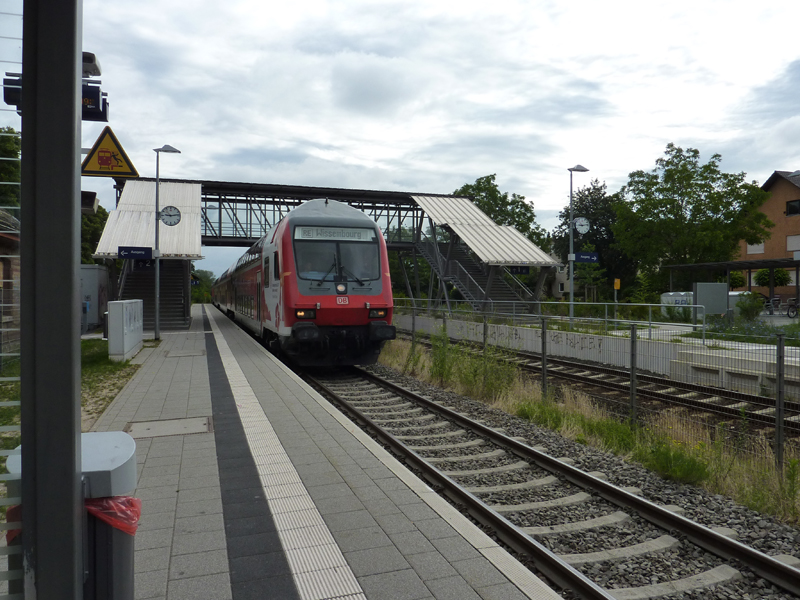
Bahnhof Saulheim, Elsass-Express aus Mainz kommend (2011)

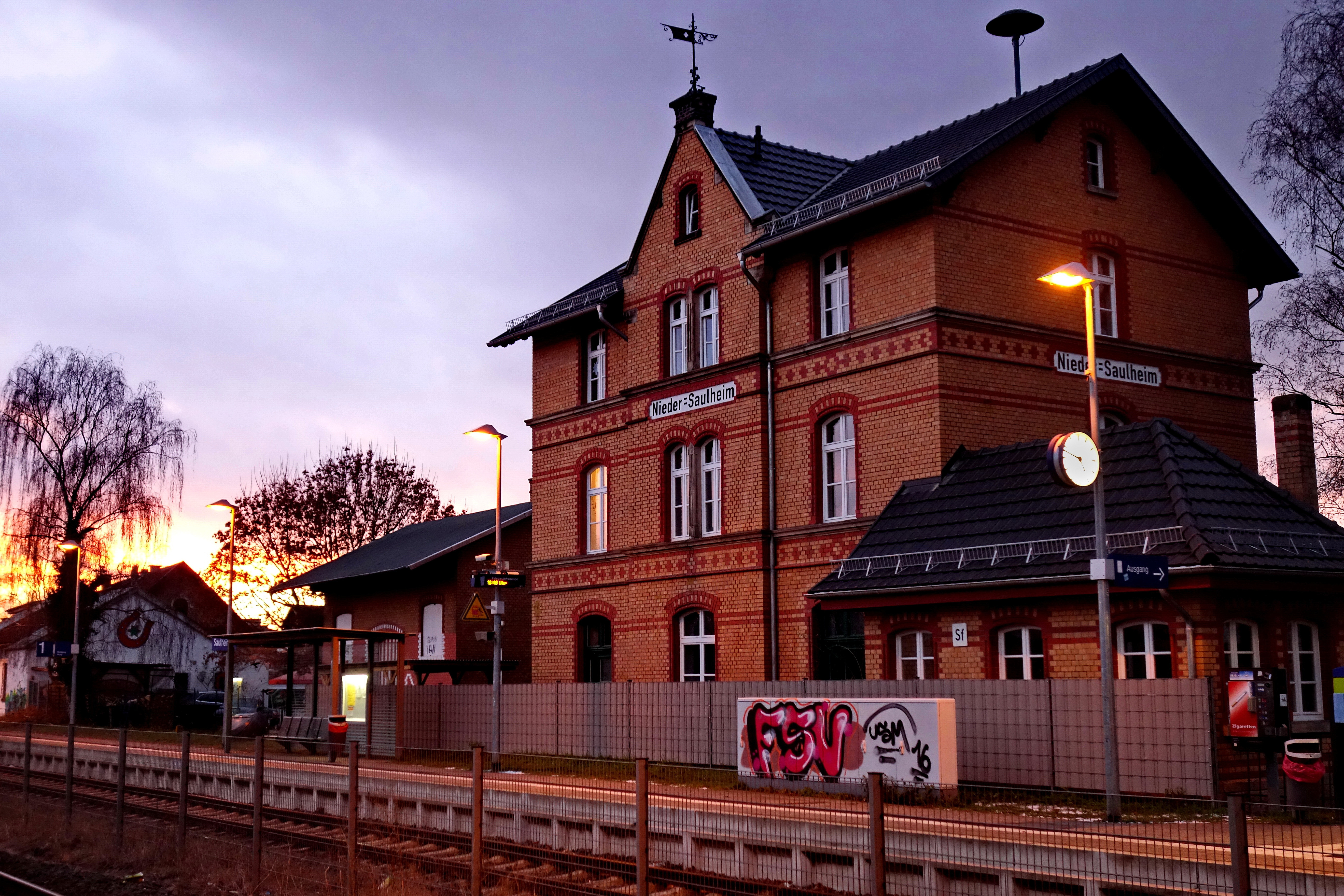
Historisches Bahnhofsgebäude in Nieder-Saulheim

Saulheim besitzt einen Bahnhof der Preisklasse 6 an der Bahnstrecke Alzey–Mainz und wird im Halbstundentakt abwechselnd von einer Regional-Express- und einer Regionalbahnlinie bedient. Einzelne Züge fahren im morgendlichen Berufsverkehr über den Frankfurter Flughafen bis Frankfurt am Main. Am Wochenende sowie an Feiertagen sind zwischen Mai und Oktober Fahrten mit dem Elsass-Express nach Wissembourg möglich. Im Rheinland-Pfalz-Takt 2015 wurde ein neuer, zusätzlicher Haltepunkt Obersaulheim angekündigt.
Die Gemeinde wird außerdem durch drei Regionalbuslinien der KRN und DB Regio Bus Mitte angefahren. Dabei sind umliegende Gemeinden wie Nieder-Olm, Wörrstadt oder Gau-Odernheim erreichbar.
Zwei Anschlüsse an die L 401 und der Autobahnanschluss an die A 63 zwischen den Kreuzen Mainz und Alzey bieten die straßenverkehrliche Anbindung.

## Bildung
Die Gemeinde verfügt über fünf Kindergärten der Ortsgemeinde sowie einen Waldorfkindergarten. Im Ortsteil Nieder-Saulheim befindet sich eine Grundschule. Weiterführende Schulen befinden sich im vier Kilometer entfernten Wörrstadt sowie in Alzey (19 km), Nieder-Olm (3 km) und Mainz (18 km).
Als weiteres Bildungsangebot steht die Volkshochschule Saulheim zur Verfügung. Das Angebot reicht von Sprachen über Gesundheit bis hin zu kreativem Gestalten.

## Persönlichkeiten
- Samuel Köster (1742–1829), evangelischer Pfarrer, Abgeordneter im Rheinisch-Deutschen Nationalkonvent der Mainzer Republik, Friedensrichter des Kantons Grünstadt
- Johannes Neeb (1767–1843), Professor der Philosophie und Abgeordneter der 2. Kammer der Landstände des Großherzogtums Hessen und Bürgermeister von Nieder-Saulheim
- Friedrich Weyerhäuser (1834–1914), amerikanischer Gründer des Holz-Unternehmens Weyerhaeuser, wurde in Saulheim geboren
- Eberhard Linke (1937–2025), Bildhauer und Medailleur, war seit den 1970er-Jahren in Saulheim tätig
- Janosch Littig (* 1983), politischer Beamter (Bündnis 90/Die Grünen), lebt in Saulheim
- Alexandra Wester (* 1994), Leichtathletin, wuchs in Saulheim auf
- Niklas Kaul (* 1998), Zehnkampf-Weltmeister 2019 und Sportler des Jahres 2019, wuchs in Saulheim auf
- Vincent Keymer (* 2004), wurde mit 14 Jahren jüngster Schachgroßmeister Deutschlands, lebt in Saulheim